# ディアハンター
ディアハンター（Deerhunter）は、アメリカ合衆国のロックバンド。2001年、ジョージア州アトランタにてブラッドフォード・コックスとモーゼス・アーチュレタによって結成され、現在まで8枚のアルバムをリリースしている。

## 来歴

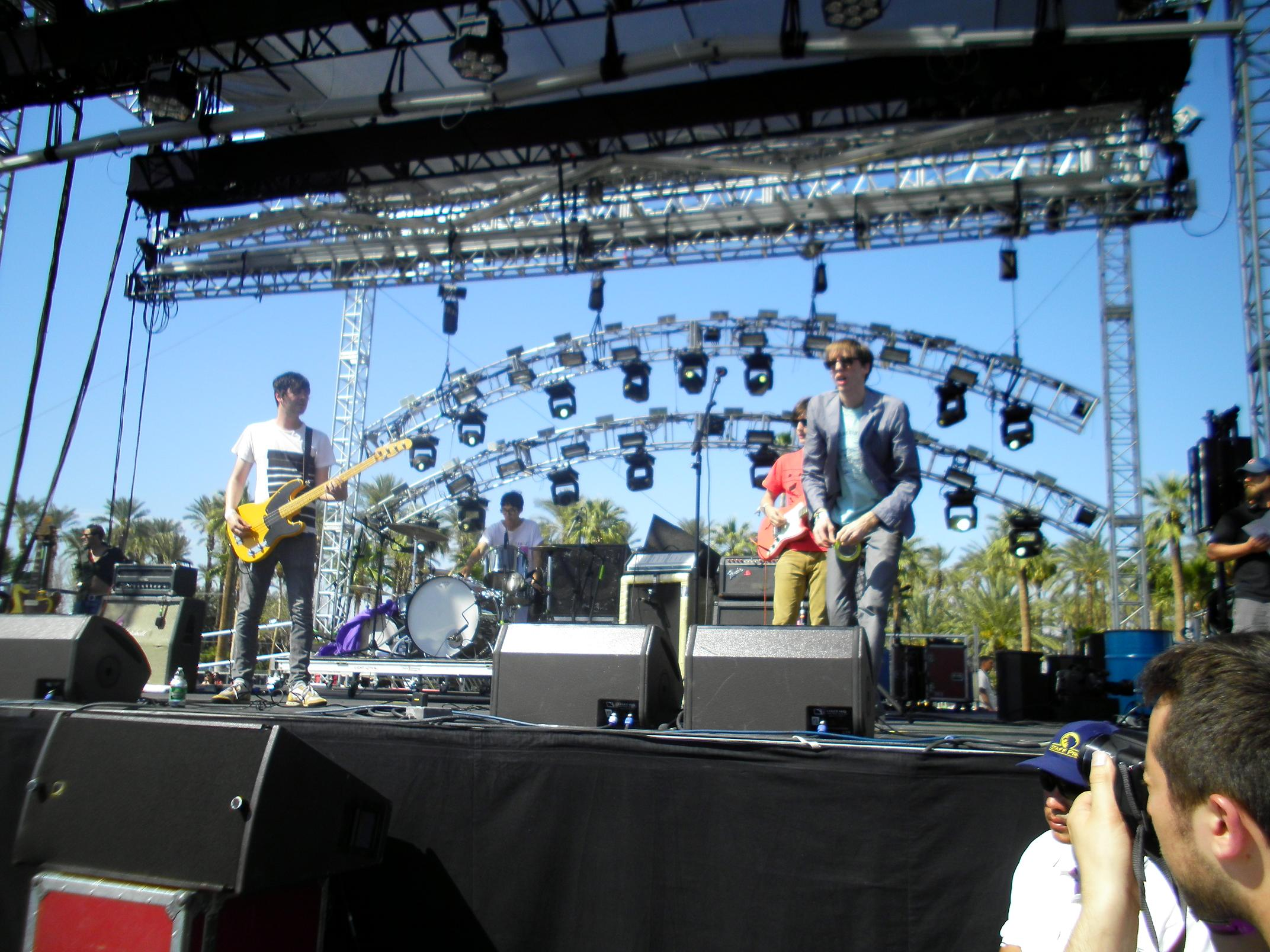
コーチェラでのライブ（2010年）

2005年、アルバム『Turn It Up Faggot』でデビュー。
2007年にシカゴのインディーレーベル、クランキーからリリースした2作目のアルバム『Cryptograms』がピッチフォーク・メディアなどで高く評価され、コックスのソロ・プロジェクトであるアトラス・サウンド共々、4ADと北米地域以外におけるレーベル契約を結ぶ。
2008年、2枚のアルバム『マイクロキャッスル』『Weird Era Cont.』を同時リリース。各音楽メディアで絶賛される。
2010年、5作目のアルバム『ハルシオン・ダイジェスト』をリリース。本作より全世界で4ADからのリリースとなる。
2013年、6作目のアルバム『モノマニア』をリリースする。
2015年、7作目のアルバム『フェイディング・フロンティア』をリリースする。
2019年、8作目のアルバム『ホワイ・ハズント・エヴリシング・オールレディ・ディサピアード?』をリリースする。

## メンバー

### 現在のメンバー
- ブラッドフォード・コックス (Bradford Cox) – リード・ボーカル、ギター、パーカッション、キーボード、電子楽器 (2001年– )
- モーゼス・アーチュレタ (Moses Archuleta) – ドラム、パーカッション、電子楽器 (2001年– )
- ロケット・パント (Lockett Pundt) – ギター、一部リード・ボーカル、キーボード (2005年– )
- ジョシュ・マッケイ (Josh McKay) – ベース、オルガン (2013年– )
- ハビエル・モラレス (Javier Morales) – キーボード、ピアノ、サックス (2016年– )

### 旧メンバー
- ラサーン・マニング (Rhasaan Manning) – パーカッション (2016年–2017年)
- フランキー・ブロイルズ (Frankie Broyles) – ギター (2012年–2014年)
- ジョシュ・フォウヴァー (Josh Fauver) – ベース (2004年–2012年) ※2018年死去
- ホイットニー・ペティ (Whitney Petty) – ギター (2008年–2009年)
- コリン・ミー (Colin Mee) – ギター (2001年–2007年, 2007年–2008年)
- ジャスティン・ボスワース (Justin Bosworth) – ベース (2001年–2004年) ※2004年死去
- ポール・ハーパー (Paul Harper) – ベース (2001年)
- ダン・ウォルトン (Dan Walton) – ドラム (2001年)
- アダム・ブルノー (Adam Bruneau) – 補助ドラムをあるラインナップにて[9]

### タイムライン

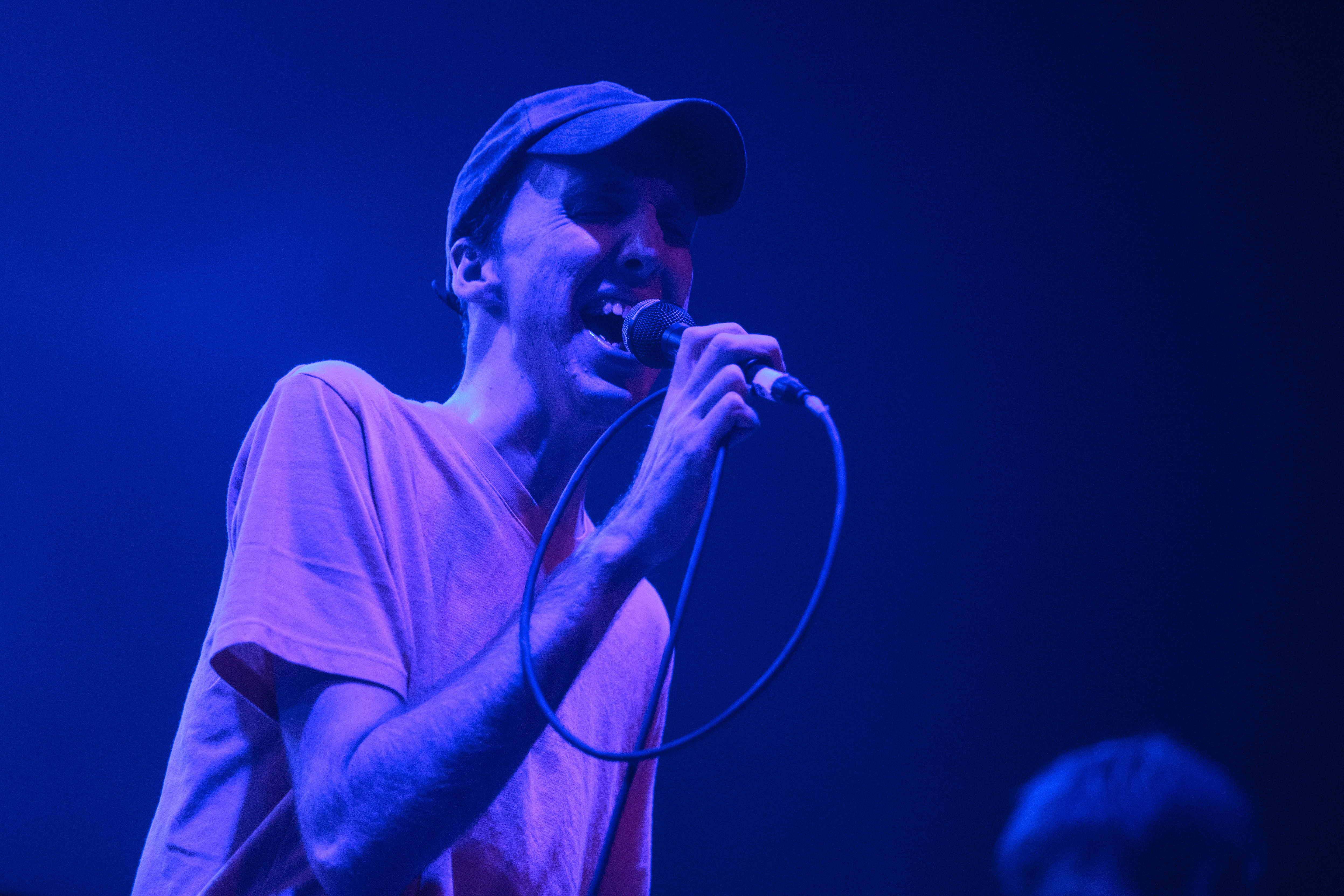
ブラッドフォード・コックス（ボーカル）
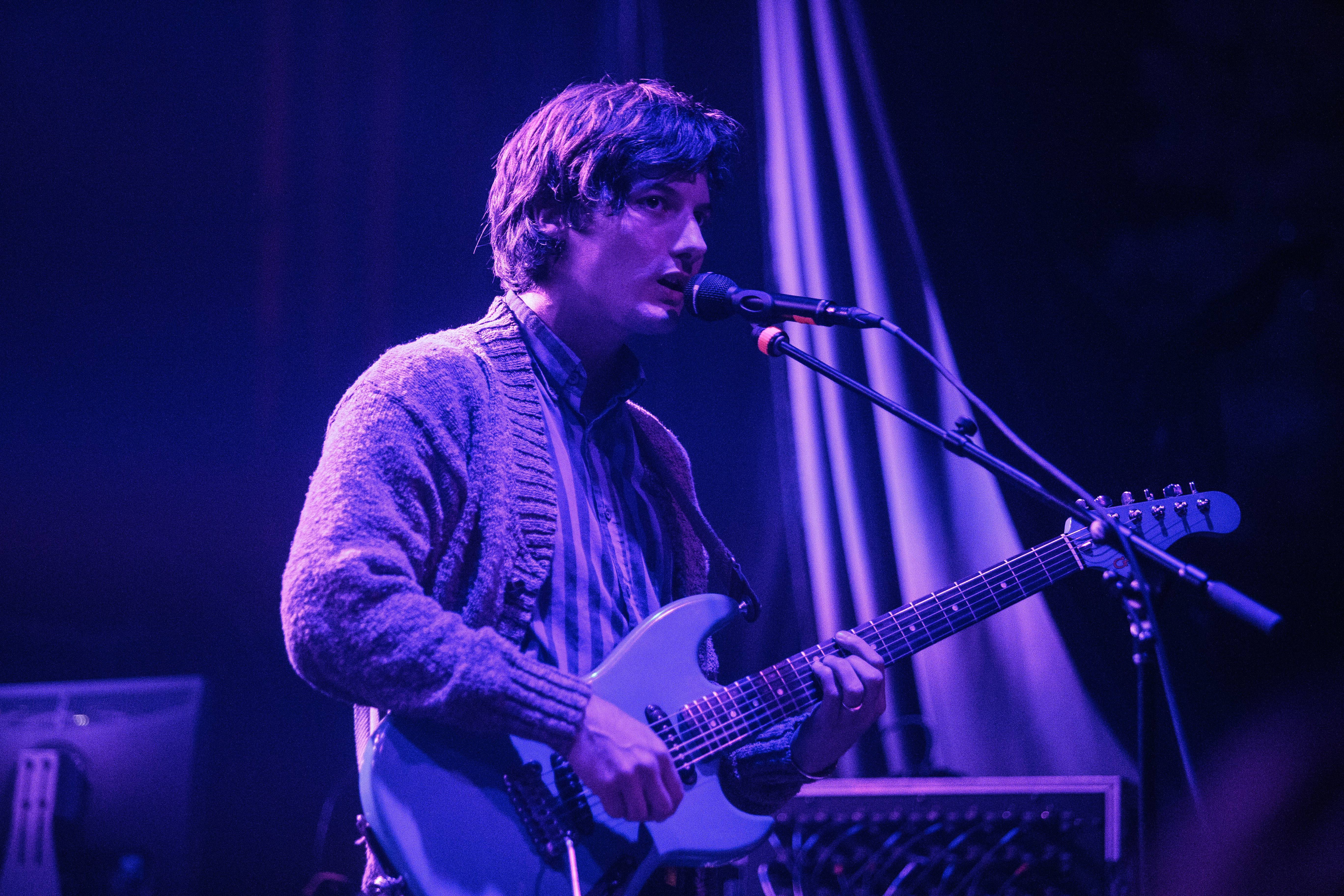
ロケット・プント（ギター・シンセ）

## ディスコグラフィ

### スタジオ・アルバム
- Turn It Up Faggot (2005年、Stickfigure)
- Cryptograms (2007年、Kranky)
- 『マイクロキャッスル』 - Microcastle (2008年、Kranky/4AD) ※全米123位
- Weird Era Cont. (2008年、Kranky/4AD) ※『マイクロキャッスル』のボーナスディスクとして発表
- 『ハルシオン・ダイジェスト』 - Halcyon Digest (2010年、4AD) ※全米37位
- 『モノマニア』 - Monomania (2013年、4AD) ※全米41位
- 『フェイディング・フロンティア』 - Fading Frontier (2015年、4AD) ※全米72位
- 『ホワイ・ハズント・エヴリシング・オールレディ・ディサピアード?』 - Why Hasn't Everything Already Disappeared? (2019年、4AD)

### EP
- Fluorescent Grey EP（2007年)
- Rainwater Cassette Exchange（2009年、Kranky/4AD)

### シングル
- Deerhunter 7"（2006年、Rob's House)
- Whirlyball 7"（2007年)
- "Grayscale"（2008年、Rob's House)
- "Nothing Ever Happened"（2008年、Kranky)
- "Vox Celeste 5"（2009年、Sub Pop)
- "Revival"（2010年、4AD)
- "Memory Boy"（2011年、4AD)

## 来日公演
- 2009年
  - 6月4日 東京 渋谷O-nest
  - 6月5日 京都 METRO
  - 6月7日 名古屋 K.D Japon
  - 6月8日 東京 渋谷O-WEST
  - 6月9日 東京 大阪 ファンタンゴ
- 2011年
  - 1月21日 名古屋 クラブクアトロ
  - 1月22日 大阪 Music Club JANUS
  - 1月24日 東京 渋谷O-EAST
  - 8月13日 大阪 舞洲スポーツアイランド - SUMMER SONIC OSAKA
  - 8月14日 千葉 幕張メッセ - SUMMER SONIC TOKYO
  - 8月15日 東京 恵比寿LIQUIDROOM
- 2013年
  - 12月1日 東京 恵比寿ガーデンホール - Hostess Club Weekender
- 2016年
  - 8月18日 大阪 なんばHATCH
  - 8月20日 千葉 幕張メッセ - Hostess Club All-Nighter
- 2019年
  - 1月21日 大阪 BIGCAT
  - 1月22日 名古屋 ELECTRIC LADYLAND
  - 1月23日 東京 渋谷O-EAST